# Leis Navais Alemãs
As Leis Navais foram cinco leis separadas e aprovadas pelo Império Alemão, em 1898, 1900, 1906, 1908 e 1912. Estas leis, defendidas por Guilherme II da Alemanha e seu Secretário de Estado da Marinha, o Almirante Alfred von Tirpitz, comprometiam a Alemanha para a construção de uma marinha capaz de competir com a Marinha Real do Reino Unido.

## Sentimento alemão e debates estratégicos
O imperador Guilherme II há muito tempo desejava uma grande força naval para assegurar à Alemanha do que ele chamava de "um lugar ao sol". A grande marinha alemã poderia ajudar na tentativa de alcançar colônias, bem como interesses econômicos e políticos do país em outras partes do mundo. O Kaiser estava determinado a tornar seu país uma potência colonial no Pacífico e na África. Também foi um homem com uma personalidade militarista, e pretendeu aumentar o poder as forças armadas alemãs, em particular, desejava desenvolver uma marinha que rivalizasse com a Marinha Real da Grã-Bretanha. Como ele próprio escreveu em sua biografia:
| “ | Eu tinha uma paixão peculiar pela Marinha. Ela surgiu em grande parte, do meu sangue Inglês. Quando era um garoto... admirava os navios britânicos orgulhoso. Aquilo despertou em mim a vontade de construir meus próprios navios um dia, e quando eu crescesse estaria pronto para possuir uma Marinha excelente como a Inglesa. | ” |

Embora Guilherme amasse o poder naval, ele inicialmente estava inseguro sobre qual forma a marinha alemã levaria: uma força armada composta principalmente por embarcações menores, como cruzadores, ou navios de maior porte, como navios de guerra. Inicialmente ele começou pelos cruzadores, pois poderiam estar dispostos a irem para qualquer canto do mundo, e hastear a bandeira alemã onde quer que fossem, enquanto os navios de guerra eram grandes e pesados e, portanto, necessários para permanecer no Báltico ou no Mar do Norte. O Secretário do Gabinete da Marinha Imperial Alemã, o Almirante Friedrich von Hollmann, também favoreceu aos cruzadores pois eram mais baratos e mais adequados à estratégia marítima alemã, que em seguida, enfatizou a defesa costeira. No entanto, o Almirante Alfred von Tirpitz, o principal proponente de navios de guerra para a marinha alemã, argumentou que a Alemanha não possuía muitas colônias ultramarinas, e portanto isso não fazia sentido. Pelo contrário, era importante concentrar uma grande frota de navios de guerra em estreita proximidade para alcançar o status de potência naval, já que está seria a única alternativa em que a Alemanha poderia competir com a Grã-Bretanha (potência líder do mundo naval e colonial), e assim, alcançar um poder mundial só para si. Tirpitz alegou ainda que a mera presença de uma grande frota de batalha, indiretamente, protegeria as colônias alemãs e o comércio do mundo todo, apesar dos intervalos de batalha serem "limitados". A vitória do campo de batalha neste debate estratégico foi cimentada quando Tirpitz Hollmann foi substituído como Secretário da Marinha Alemã.
Em 15 de junho de 1897, Tirpitz revelou um memorando que alterou a história da Europa. Neste documento, ele argumentou que, a fim de derrotar a maior potência naval, uma frota de navios de guerra era necessário. Mas então ele começou a reverter seu argumento: "Se encouraçados são necessários, então, o maior inimigo da Alemanha deveria ser a maior potência naval – Grã-Bretanha". Os planos de Tirpitz foram baseados na "teoria do risco" - mesmo que a frota alemã fosse menor que a da Grã-Bretanha, tinha que ser capaz de infligir danos a Marinha Real, que seriam graves o suficiente para ameaçar o domínio britânico dos mares. As perdas seriam tão pesadas, que talvez uma outra potência, talvez um aliado ou inimigo da Alemanha, poderia então destruir os remanescentes da frota britânica. Para evitar tal confronto naval, a diplomacia britânica se tornou paciente quanto os desejos coloniais alemães além de econômicos e políticos. Tirpitz sentiu que um programa enorme de construção naval só poderia funcionar se suas particularidades fossem consagradas na lei, o que comprometeria a Marinha para a construção de um número fixo de navios com antecedência, certificando-se que a frota seria construída continuamente, evitando a necessidade de pechinchar o dinheiro para a construção de cada navio no Reichstag. O estágio foi assim definido por um conjunto de leis que precipitariam as transformações das relações anglo-germânicas.[carece de fontes?]

## As Leis Navais
Na virada para o século XX a Grã-Bretanha aderiu à chamada "Two-Power Standard", na qual a Marinha Real tinha que ser igual em força para que combinasse com o poder adversário. A norma foi aceitada por muitos oficialmente, foi oficializada pela Lei de Defesa Naval (1889), que designaram a marinha francesa e russa como os adversários mais prováveis da Grã-Bretanha em alto-mar. No entanto, as leis navais da Alemanha foram defendidas por Tirpitz quando este começou a ameaçar a norma.[carece de fontes?]
A Primeira Lei Naval foi introduzida no Reichstag em 1897 e atrasada no ponto de vista, que delineou a composição de uma frota por classe de navio e o número de navios a serem construídos em 1904 definindo um limite de custos. Foi autorizado um número fixo de navios de guerra que não seriam alterados por uma votação parlamentar anual. O projeto de lei forjava 16 navios de guerra a serem construídos nos próximos três anos. Foi aprovada pelo Reichstag em 26 de março de 1898, no entanto, houve oposição pelo Partido Conservador, que foi contra gastar enormes quantidades de dinheiro. Suas ramificações não eram imediatamente evidentes, como os sete navios de guerra que havia pedido e que não foram suficientes para combater nem a marinha britânica muito menos a francesa.
A ameaça real do Império Alemão para a Marinha Real começou com a Segunda Lei Naval. Durante a Segunda Guerra dos Bôeres, os alemães eram simpatizantes dos Boêres, que consideravam um povo racialmente e culturalmente compatíveis. Em janeiro de 1900, cruzadores britânicos em patrulha detiveram três barcos a vapor do correio alemão na costa da África para averiguá-los, suspeitando de apoio logístico aos Boêres. Embora os britânicos rapidamente se desculparam, os alemães ficaram indignados, e o Almirante Tirpitz aproveitou a raiva para a introdução de um projeto naval, que passou pelo Reichstag, com pouca oposição em 20 de julho do mesmo ano. Esta lei dobrou o tamanho da frota de 19 encouraçados para 38, dois destroyers, e quatro esquadrões de batalha com oito navios de guerra cada, e quatro navios de guerra de reserva que deveriam ser construídos por mais de 17 anos, de 1901 à 1917. Esta lei deixou claro que não era só a marinha alemã que desejava ser uma poderosa frota de guerra mas também uma força de defesa costeira (no processo de transformar a Alemanha em uma segunda potência naval do mundo), mas que o adversário principal desta frota alargada fosse o Reino Unido.
Nos próximos 12 anos, o Reichstag deixou passar mais três Leis Navais, em 1906, 1908 e 1912, em cada caso, Tirpitz aproveitou uma sensação de crise e alarme na Alemanha para garantir o sucesso da legislação. Em junho de 1906, a Terceira Lei Naval deu a obrigatoriedade da construção de seis grandes cruzadores, mas a lei se tornou um fracasso alemão para quebrar a Entente Cordiale na Conferência de Algeciras. A Quarta Lei Naval de abril de 1908 baixou os anos de serviço dos navios de guerra que precisavam ser substituídos a cada 21-25 anos, e provocou um sentimento que Eduardo VII e a Grã-Bretanha estavam tentando cercar a Alemanha. A Quinta Lei Naval, provocada pela retirada alemã na Crise de Agadir de 1911, aprovou em 1912 a fabricação de mais três navios de guerra para o programa de construção.

## Resposta britânica
Ao longo da década de 1890, a Grã-Bretanha estava construindo sua própria guerra em grande escala, e estava mais preocupada com a França e Rússia do que com a Alemanha, que era vista mais como um aliado do que um inimigo. No entanto, a Segunda Lei Naval, expandiu rapidamente a frota alemã, começando a se preocupar com a nação insular. A expansão naval alemã estava ameaçada pelo controle britânico dos mares, que foi vital não só para o Império Britânico, mas também para a segurança das Ilhas Britânicas, assim como a supremacia britânica a salvasse de uma invasão.
De acordo com o almirante John Arbuthnot Fisher, que serviu no First Sea Lord de 1904 a 1910, a Marinha Real passou por um período de mudança revolucionária. Desde o outono de 1902, Fisher tinha visto a Alemanha como o principal inimigo da Grã-Bretanha no campo naval, e por isso ele redistribuiu a frota de tal forma que os navios maiores e mais poderosos estavam situados em mares próximos à Alemanha. A Frota Doméstica foi rebatizada como Frota do Canal e recebeu ordens para permanecer no Canal da Mancha, enquanto a Frota do Canal estacionada em Gibraltar, foi redesignado para a Frota do Atlântico. Quatro navios de guerra foram transferidos para a Frota do Mediterrâneo e cinco para a China o que ampliou a frota para 17 navios de guerra no Canal, enquanto os oito navios de guerra da Frota do Atlântico poderiam mudar para o norte em direção às Ilhas Britânicas ou para o leste do Mar Mediterrâneo.